# Opisthoxia amphistrataria
Opisthoxia amphistrataria là một loài bướm đêm trong họ Geometridae.